# Batiaolu Shuiku
Batiaolu Shuiku (kinesiska: 八条路水库) är en reservoar i Kina. Den ligger i provinsen Jiangsu, i den östra delen av landet, omkring 330 kilometer norr om provinshuvudstaden Nanjing. Batiaolu Shuiku ligger 25 meter över havet. Arean är 2,2 kvadratkilometer. Trakten runt Batiaolu Shuiku består till största delen av jordbruksmark. Den sträcker sig 2,0 kilometer i nord-sydlig riktning, och 2,4 kilometer i öst-västlig riktning.
Genomsnittlig årsnederbörd är 1 098 millimeter. Den regnigaste månaden är juli, med i genomsnitt 341 mm nederbörd, och den torraste är januari, med 10 mm nederbörd.